# Peucedanum lavrentiadis
Peucedanum lavrentiadis är en flockblommig växtart som beskrevs av P.Arne K. Strid och Konstantinos Papanicolaou. Peucedanum lavrentiadis ingår i släktet siljor, och familjen flockblommiga växter. Utöver nominatformen finns också underarten P. l. multicaulis.